# イマードゥッディーン・アル＝イスファハーニー
イマードゥッディーン・アル＝イスファハーニー（1125年 - 1201年6月5日）は、アッバース朝、ザンギー朝、及びアイユーブ朝に仕えた行政官僚、法学者、文筆家。一般にはサラーフッディーン（サラディン）の側近カーティブ・イマードゥッディーンとして知られる。本名はアブー・アブドゥッラー・ムハンマド・イブン・ムハンマド。

## 生涯
1125年、セルジューク朝支配下のイランのイスファハーンに生まれる。若いうちにイラクのバグダードに移り、ニザーミーヤ学院で同時に自然科学、論証神学、そして様々な分野の文学を学んだ。シャーフィイー派の教授となりイスラーム法を研究していたという。

### アッバース朝仕官時代
バグダードにいた時にアウンヌッディーン・イブン・フバイラの愛顧を得て仕官する。イブン・フバイラは軍事的功績によってカリフのムクタフィーの宰相に任じられた人物で、アッバース朝統治下の地域では強大な権勢を誇ったが、同時に非常に評判の良い人物でもあった。イマードゥッディーンはイブン・フバイラの代官として下イラクのワーシトとバスラの行政を任されることになる。
ところが1165年、イブン・フバイラが死去するとムクタフィーの後を継いでいたムスタンジドはイブン・フバイラの部下の多くを逮捕するという挙に出たため、イマードゥッディーンも獄に繋がれることになってしまう。イマードゥッディーンは人を通じて獄中からムスタンジドに頌詩を献上して解放されるところとなったが、イラクには留まらずにシリアのダマスカスへと向かった。

### ザンギー朝仕官時代
彼はシリアでザンギー朝のヌールッディーン・マフムードの事実上の宰相であったカマールッディーン・ムハンマドの知遇を得ることに成功し、またイマードゥッディーンのおじであるアジーズが当時ザンギー朝の高官であったナジュムッディーン・アイユーブ（サラーフッディーンの父）の知り合いであったという縁もあり、ザンギー朝に仕官することになる。
カマールッディーンの推挙により、彼は公文書の起草に携わることになった。イブン・ハッリカーンによれば、彼はこの仕事において、アラビア語もペルシア語も等しく巧みに使いこなしたという。イブン・ハッリカーンは、サラーフッディーンとイマードゥッディーンが交流を深めたのもこの頃のことであるとしている。
ヌールッディーンの信頼も厚かったようで、機密を預かる立場となってバグダードのカリフへの使節へ登用されたり、学院の教授職に任じられたり（この学院は彼のためにヌールッディーンが建てたものである）、また国務長官も務めるなど重要な職務を歴任した。
ただ、今回も主君の死に伴う混乱があり、ヌールッディーンが亡くなると、政敵による攻撃を受けたため彼は再びバグダードへ向かった。

### アイユーブ朝仕官時代
イマードゥッディーンは政敵の攻撃を避けるためにバグダードへ向かったが、途上で発病しモスルにとどまっていた。その折、既にエジプトに地盤を築いていたサラーフッディーンがシリアへ進軍したことを知り、彼はシリアへ引き返すことになる。
サラーフッディーン軍が駐屯していたアレッポ郊外で彼はサラーフッディーンと面会し、今度はアイユーブ朝に仕官することになる。
イマードゥッディーンはサラーフッディーンに近侍し、あまりエジプトを離れることができなかったサラーフッディーンの宰相ファーディルのシリアにおける代理を務め、ヌールッディーンに仕えていた頃と同じく文書の起草などに関わっている。また時には戦略に関する忠告も積極的に行っていたようである。
サラーフッディーン死後は自宅にこもり、執筆に専念したという。1201年死去。

## 人物・逸話
- イブン・アル＝アシールはイマードゥッディーンについて「彼は傑出した政庁書記官であり、言葉を用いることに熟達していた」と述べる[5]。
- イブン・ハッリカーンによると、彼は死期を悟った晩年、誰であれ来客があると以下の詩を吟じたという。「私はあなたの住まいに客として訪れた。おや、主人はどこだ？　私の知人はもはや私を知らず、私が知っている人たちは亡くなった」
- サラーフッディーンのもう一人の側近、バハーウッディーン・イブン・シャッダードがサラーフッディーンに仕官した際、バハーウッディーンにサラーフッディーンが何か要件があるようだと伝えたのはイマードゥッディーンであった[6]。

## 著作
- 『シリアの稲妻』
  - イマードゥッディーンが仕えたサラーフッディーンの伝記。散逸しており、一部が写本の形で残っているのみだが、イブン・シャッダードやアブー・シャーマが引用しているため、本の内容を推測することが出来る。佐藤次高氏は、本書について全体として冷静な記述スタイルを崩していないと述べている[7]。
- 『征服の書』
  - サラーフッディーンによるシリア諸都市の解放の記録。上の『シリアの稲妻』とともに、著者自身の従軍経験を盛り込んでおり同時代史料として評価が高い[7]。
- 『カリーダ』
  - 詩人列伝。1106年から1176年の詩人について取り扱っており、イラク、シリア、メソポタミア、エジプト、マグリブなど扱われる詩人の出身地域は幅広い。イブン・ハッリカーンは著者の卓越した能力を示すものであるとしている。
- 『アル＝シッル・アル＝マクトゥーム』
  - 占星術に関する書物。

この他、イマードゥッディーンは書簡集や詩集も残している。